# کتابخانه عمومی

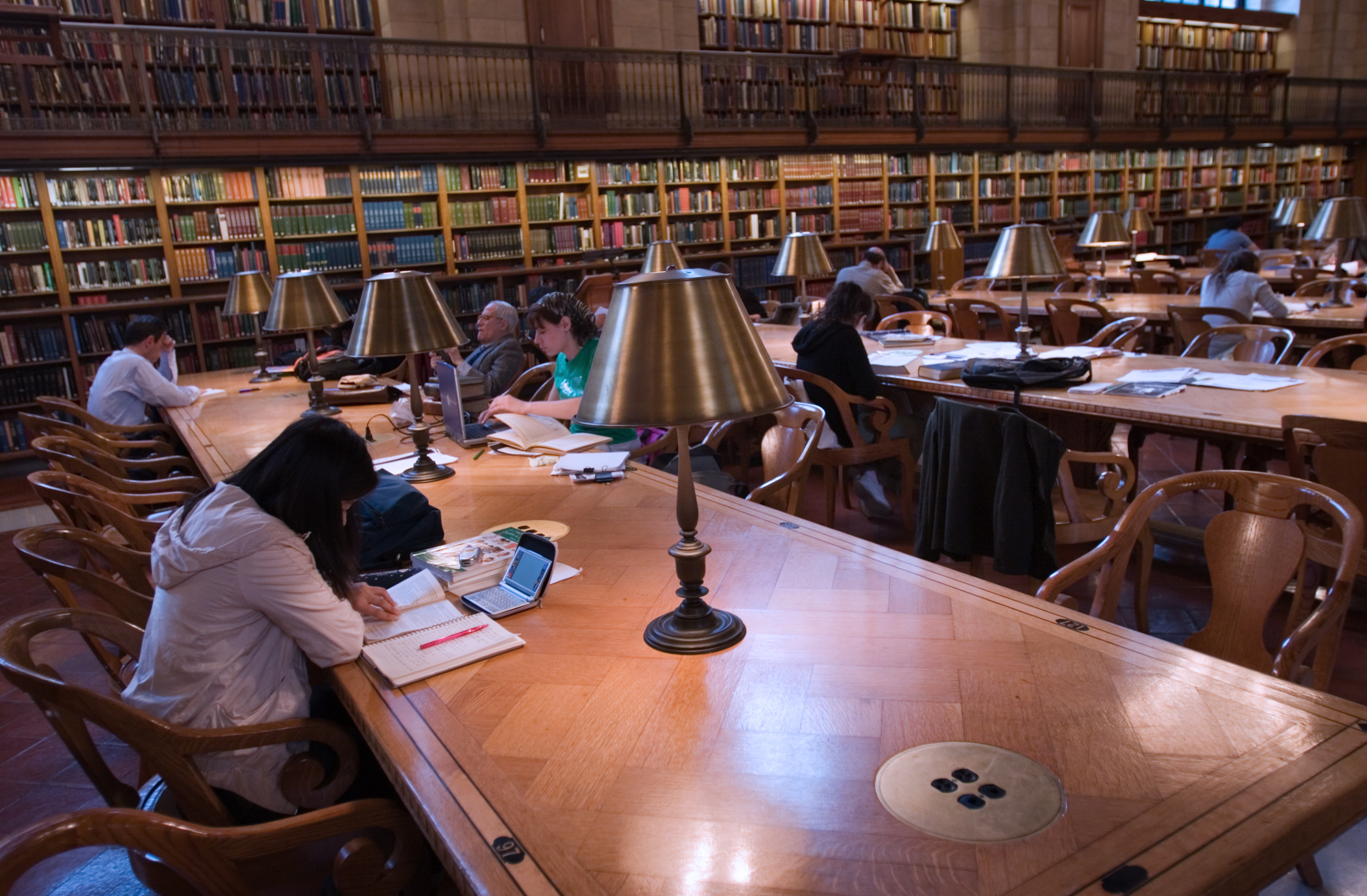
مراجعان کتابخانهٔ عمومی نیویورک در حال مطالعه و درس‌خواندن

کتابخانهٔ عمومی نوعی کتابخانه است که برای همه مردم قابل دسترسی‌ست و معمولاً هزینه‌های آن از منابع عمومی مانند مالیات‌ها تأمین می‌شود. پنج ویژگی مشترک در بین اکثر کتابخانه‌های عمومی دنیا وجود دارد: ۱- با پول مردم اداره می‌شوند (در قالب مالیات، بودجه عمومی یا کمک‌های دولت‌ها و شهرداری‌ها). ۲- هیئت امنا و شورای اداره‌کنندگان، مردم هستند و نمایندگانی از انواع گروه‌های اجتماعی در آن مشارکت دارند. ۳- مانند کالای عمومی هیچ فردی را نمی‌توان از استفاده آن منع کرد. ۴- استفاده از آن آزادانه است و هیچ فردی را نمی‌توان مجبور به استفاده از آن کرد. ۵- استفاده از خدمات پایه رایگان است.

## اهمیت
مهم‌ترین دلایل اهمیت کتابخانه‌های عمومی عبارتند از:
1. کتابخانه به شهرهای افسرده و مناطق حاشیه‌نشین آن جنب و جوش می‌بخشد.
2. کتابخانه یکی از شرکای مهم در پایداری زیست‌محیطی است.
3. مجموعه‌های خاص کتابخانه در تطابق با نیازهای جامعه‌شان شکل می‌گیرد.
4. کتابخانه آرشیو، منابع و تاریخ شفاهی محلی خود (از جمله گروه‌های اقلیت) را حفظ می‌کند.
5. کتابخانه جایی است که مردم برای شناخت خود و محله‌شان، به آن مراجعه می‌کنند.
6. کتابخانه در حل مشکلات اجتماعی، نقش تسهیلگر را ایفا می‌کند.
7. کتابخانه با سرآمدی، بازتاب و ترویج ارزش‌های مردم‌سالاری، بخشی از زندگی سیاسی جامعه است.
8. ساختمان کتابخانه، فضای معماری فرهنگی را تأمین می‌کند.
9. کتابخانه منابع تجاری مهم را به ویژه برای کسب و کارهای کوچک محلی فراهم می‌کند.
10. کتابخانه تضمین می‌کند آن دسته از اهالی که به زبان رسمی سخن نمی‌گویند، جایگاه خود را در جامعه محلی بیابند.
11. کتابخانه اطلاعات مفیدی دربارهٔ جوامع جدید به مهاجران می‌دهد و فرصت‌های ارتباطی را به آن‌ها معرفی می‌کند.
12. کتابخانه اطلاعات، منابع و حمایت خود را از گروه‌های خاص و معلولان دریغ نمی‌کند.
13. کتابخانه امکان مطرح شدن را برای هنرمندان غیرحرفه‌ای محلی فراهم می‌کند.
14. کتابخانه دوره‌های آموزشی رایگان برای آشنایی با هنر و ترغیب به آن برگزار می‌کند.
15. کتابخانه دسترسی به هنر را برای همه، حتی فقرا، فراهم می‌کند.
16. کتابخانه با منابع و خدمات فیزیکی و آنلاین، مثل دانشگاه مردم عمل می‌کند.
17. کتابخانه فرصت‌هایی برای دسترسی از راه دور به خدمات فرهنگی و آموزشی فراهم می‌کند.
18. کتابخانه فراتر از ارائه محتوا، کاربران را قادر به ایجاد محتوای خود می‌کند.
19. کتابخانه گفتمان مدنی و فعالیت‌های شهروندی را ترویج می‌کند.
20. کتابخانه مهارت‌های مهم زندگی را به نوجوانان می‌آموزد.
21. کتابخانه با کمک به تکالیف درسی و برنامه‌های تابستانی خواندن، کیفیت عملکرد تحصیلی کودکان و نوجوانان را تضمین می‌کند.
22. کتابخانه می‌تواند در تربیت و پرورش کودکان نقش مهمی ایفا کند.